# Вакорино (Костромская область)
Ва́корино — деревня в Буйском районе Костромской области, расположенная в полутора километрах в от реки Кострома.

## Название
Происходит от «вакора», в словаре Даля зафиксировано со значением «коряга», «суховатый пень».

## Население
| 2008 | 2010 | 2014 |
| ---- | ---- | ---- |
| 6    | ↘0   | ↗6   |

## Экономика
В пределах деревни расположено растениеводческое предприятие, специализирующееся на клубнике, и коровья ферма, производящая молочную продукцию.